# 10922 Thomaslam
10922 Thomaslam eller 1998 BG2 är en asteroid i huvudbältet som upptäcktes den 20 januari 1998 av LINEAR i Socorro County, New Mexico. Den är uppkallad efter Thomas Lam.